# Ian Araneta
Ian Bayona Araneta  (Iloilo, 2 de março de 1982) é um futebolista filipino que joga como atacante e recentemente jogou pelo Stallion por empréstimo da Philippine Air Force FC. Ele também é ex-membro da Seleção Filipina de Futebol.

## Carreira internacional
Araneta fez sua estreia internacional em 11 de dezembro de 2002 em um amistoso contra Singapura antes da Tiger Cup.[carece de fontes?]
Ele marcou seu primeiro gol internacional seis anos depois de fazer sua estreia em uma partida de qualificação da Copa AFF Suzuki de 2008 contra Laos. Ele marcou o gol de abertura, mas as Filipinas não conseguiram vencer, perdendo por 1–2.
Em 12 de outubro de 2010, Araneta marcou o seu primeiro triplete de gols (ou hat-trick) internacional contra Macau na Taça Long Teng de 2010, que as Filipinas acabaram por vencer por 5-0. Ele foi o que fez mais gols no torneio, com quatro gols.

### Gols internacionais
"Pontuação" e "resultado" listam primeiro a contagem de gols das Filipinas.
| #  | Data                  | Local                                            | Oponente      | Pontuação | Resultado | Competição                                  |
| -- | --------------------- | ------------------------------------------------ | ------------- | --------- | --------- | ------------------------------------------- |
| 1. | 21 de outubro de 2008 | Estádio Olímpico Nacional de Phnom Penh, Camboja | Laos          | 1–0       | 1–2       | Qualificatória da Copa AFF Suzuki de 2008   |
| 2. | 10 de outubro de 2010 | Estádio Nacional de Kaohsiung, Kaohsiung, Taiwan | Taipé Chinesa | 1–1       | 1–1       | Taça Long Teng de 2010                      |
| 3. | 12 de outubro de 2010 | Estádio Nacional de Kaohsiung, Kaohsiung, Taiwan | Macau         | 2–0       | 5–0       | Taça Long Teng de 2010                      |
| 4. | 12 de outubro de 2010 | Estádio Nacional de Kaohsiung, Kaohsiung, Taiwan | Macau         | 4–0       | 5–0       | Taça Long Teng de 2010                      |
| 5. | 12 de outubro de 2010 | Estádio Nacional de Kaohsiung, Kaohsiung, Taiwan | Macau         | 5–0       | 5–0       | Taça Long Teng de 2010                      |
| 6. | 22 de outubro de 2010 | Novo Estádio Nacional do Laos, Vientiane, Laos   | Timor-Leste   | 1–0       | 5–0       | Qualificatória da Copa AFF Suzuki de 2010   |
| 7. | 22 de outubro de 2010 | Novo Estádio Nacional do Laos, Vientiane, Laos   | Timor-Leste   | 4–0       | 5–0       | Qualificatória da Copa AFF Suzuki de 2010   |
| 8. | 22 de outubro de 2010 | Novo Estádio Nacional do Laos, Vientiane, Laos   | Timor-Leste   | 5–0       | 5–0       | Qualificatória da Copa AFF Suzuki de 2010   |
| 9. | 25 de março de 2011   | Estádio Bogyoke Aung San, Yangon, Myanmar        | Bangladesh    | 1–0       | 3–0       | Qualificatória da AFC Challenge Cup de 2012 |

## Prêmios

### Em clubes

###### Philippine Air Force FC:
- Vencedor da Copa UFL em 2009 e 2011.

### Na seleção nacional
- Vencedor da Copa da Paz das Filipinas em 2012.
- Terceiro na AFC Challenge Cup.

### Individual
- Artilheiro da Copa Long Teng em 2010 (4 gols).